# عقاب آفریقایی
عقاب آفریقایی (نام علمی: Aquila africana) نام یک گونه از سرده عقاب است.